# Josef Weidinger

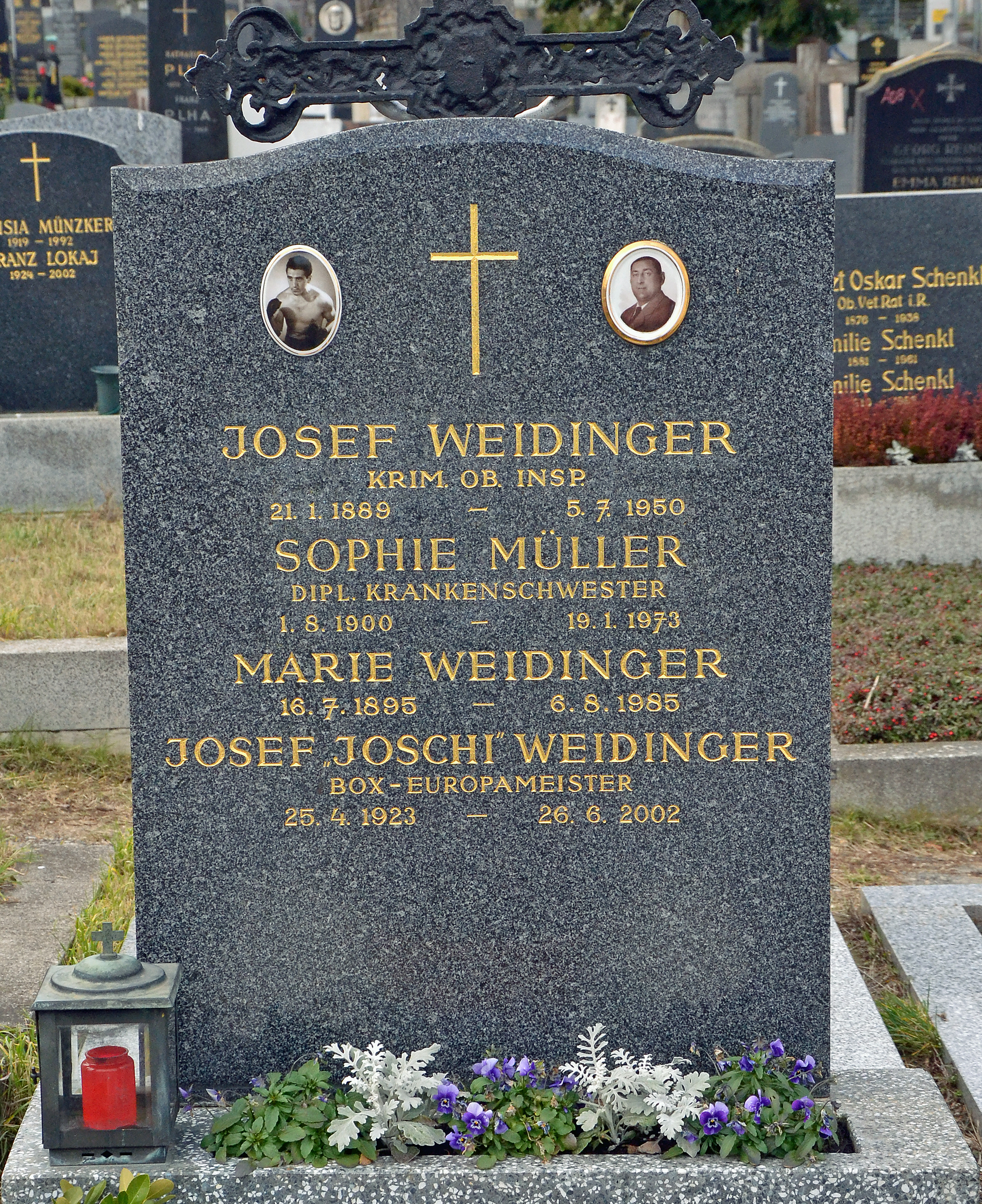
Grab von Joschi Weidinger am Gersthofer Friedhof in Wien

Josef "Joschi" Weidinger (* 25. April 1923 in Ottakring, Wien; † 26. Juni 2002 in Wien), auch Jo Weidin genannt, war ein österreichischer Boxer.

## Leben
Joschi Weidinger begann seine Boxerkarriere bei Westbahn und wurde nach Ende des Zweiten Weltkrieges Profi. Am 18. Oktober 1948 unterlag er in Cincinnati dem US-amerikanischen Schwergewichtsboxer Walter Hafer in der neunten Runde durch technischen KO auf Grund einer Verletzung über dem linken Auge. Seinen größten Kampf lieferte er 1950, als er im Praterstadion vor 35.000 Zusehern den Franco-Polen Stefan Olek nach Punkten besiegte und Europameister im Schwergewicht wurde. 1951 verlor er den Titel in London an den Briten Jack Gardner. 1952 unterlag er gegen Hein ten Hoff durch technisches KO in der dritten Runde. Wenige Monate später beendete er auf Grund einer Augenverletzung seine Karriere.
Joschi Weidinger arbeitete später unter anderem als Präsident des Österreichischen Berufsboxverbandes und Vizepräsident des WBC.
Im Jahre 2000 erhielt er den Goldenen Rathausmann der Stadt Wien. Im Jahr 2009 wurde in Wien-Donaustadt (22. Bezirk) die Weidingergasse nach ihm benannt.